# Alberto Arnoldi

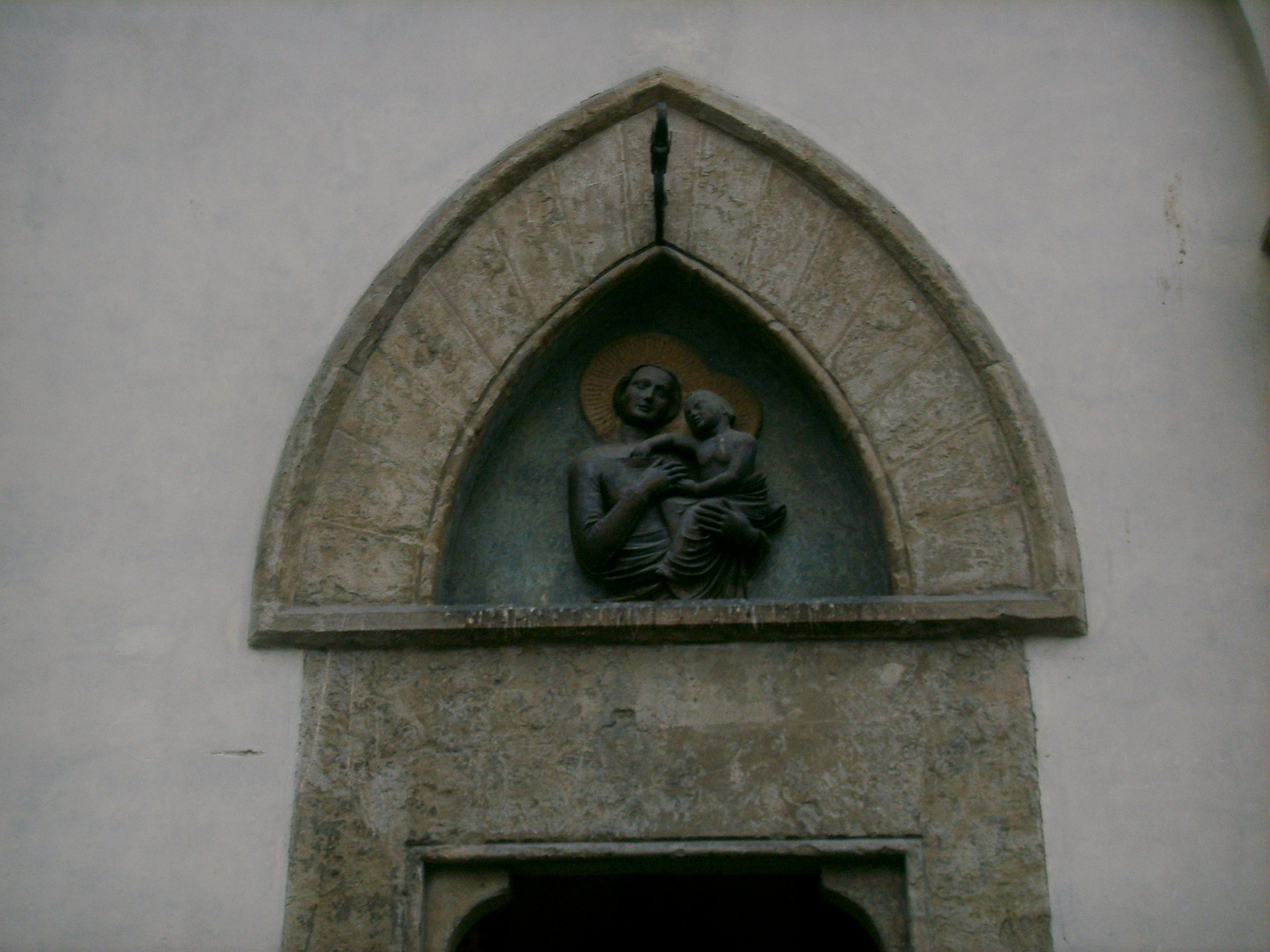
Loggia del Bigallo, Florencie; socha připisovaná Albertu Arnoldimu

Alberto Arnoldi (nebo také di Arnoldo) (? – ?) byl italský sochař a architekt, narozený ve Florencii.

## Dílo
Roku 1364 vytvořil sousoší Madona s dítětem a dvěma anděli (chybně připisované Vasarim Pisanovi) pro kostel Santa Maria del Bigallo ve Florencii. Arnoldi pracoval na tomto díle od roku 1359 do roku 1364. Jako architekt vedl kolem roku 1358 práce na florentské katedrále. Ve stejném období byl stavitelem Loggia del Bigallo na florentském Piazza del Duomo.

V Museo dell'Opera del Duomo je uložen mramorový reliéf z podstavce florentské zvonice zobrazující křest připisovaný Arnoldimu. Datace díle je určena kolem roku 1375.